# Sommerferie i Nordjylland
|  | Denne artikel er oprettet af botten Steenthbot ud fra en ekstern database. Den kan derfor have sproglige fejl eller mangler. Denne skabelon kan fjernes efter kontrol af indholdet. |

Sommerferie i Nordjylland er en dansk dokumentarisk optagelse fra 1936.

## Handling
Familien Heckschers private ferieoptagelser. Sommer hjemme i Taarbæk. På ferie i Nordjylland: 4. juli-fest i Rebild Nationalpark - Vilhelm Andersen, professor ved Københavns Universitet, holder tale. Sandflugt ved Blokhus. Løkken Strand. Skagen og Den tilsandede kirke. Ved Skarreklit og Bulbjerg. Aalborg set fra Skydebakken.
Hjemturen: Spillefilmoptagelser ved H.C. Andersens hus i Odense - med Ib Schønberg, Berthe Qvistgaard og Lis Smed (til spillefilmen Giftes - Nej tak!). Hjem ad vandvejen (med færge). Hjemme i Taarbæk. Efterår i Dyrehaven, hjorteflok, Margit til hest.
Spadseretur i Kragenlund og ved Burresø (v. Slangerup). Knud filmer, hans kone Margit, børnene Vera og Eigil samt familiens venner politimester Louis Søborg og fru Tini.

## Medvirkende
- Ib Schønberg
- Lis Smed
- Berthe Qvistgaard